# Aulostomus strigosus
Aulostomus strigosus är en fiskart som beskrevs av Wheeler, 1955. Aulostomus strigosus ingår i släktet Aulostomus och familjen Aulostomidae. Inga underarter finns listade.

## Bildgalleri

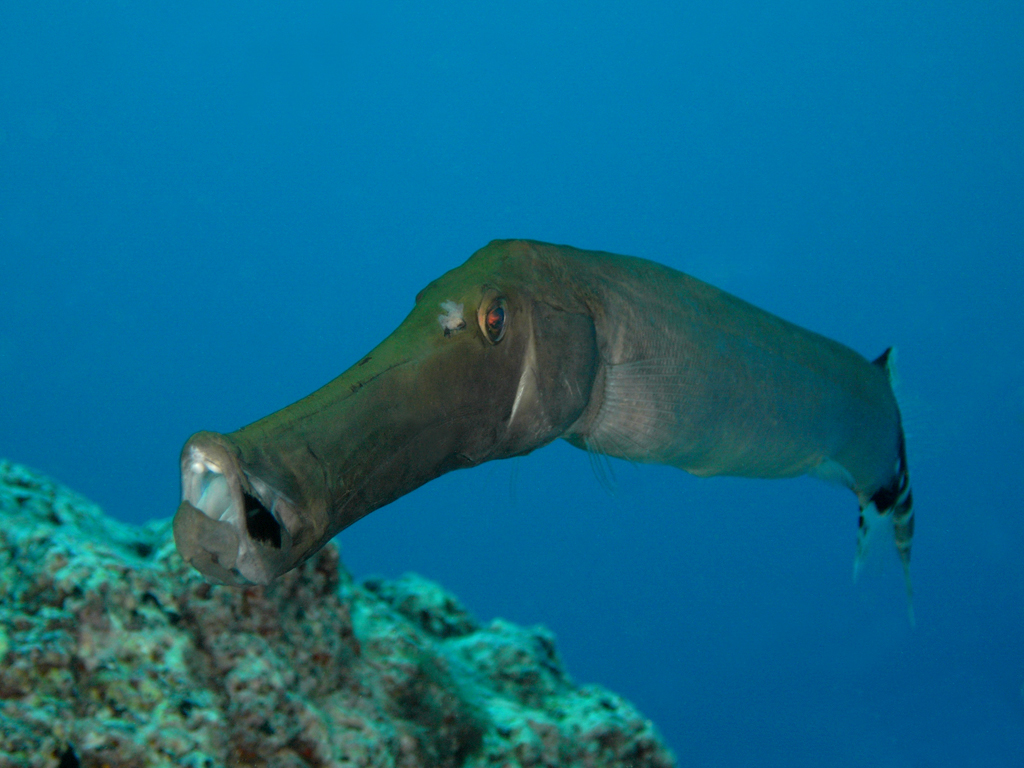
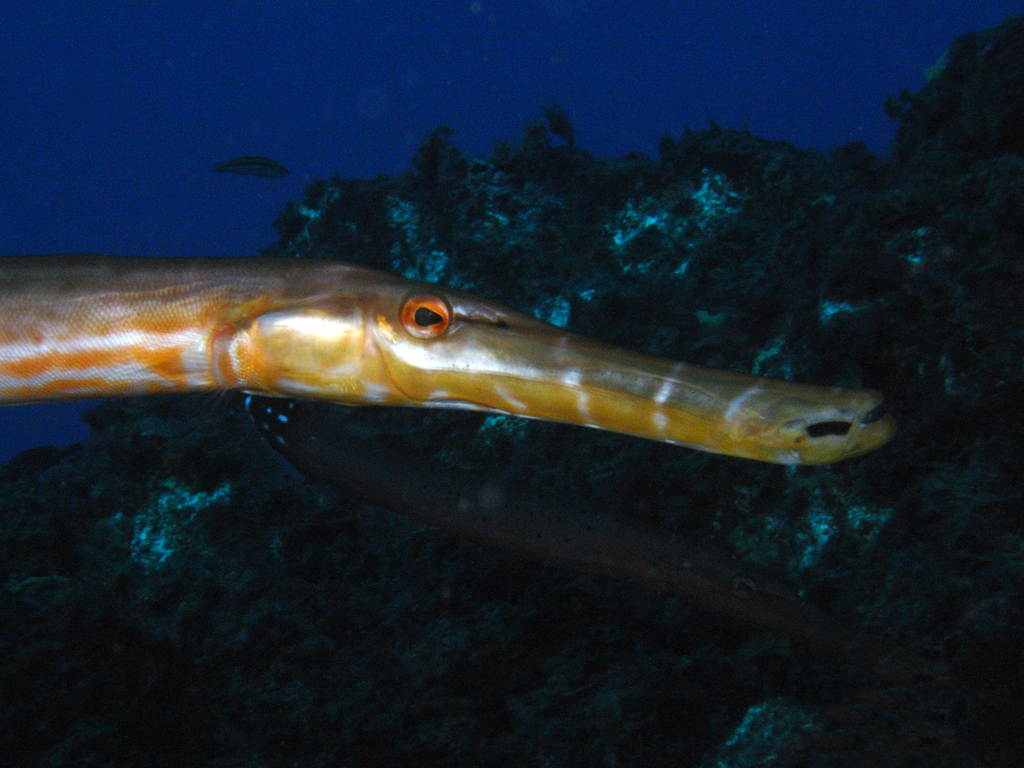
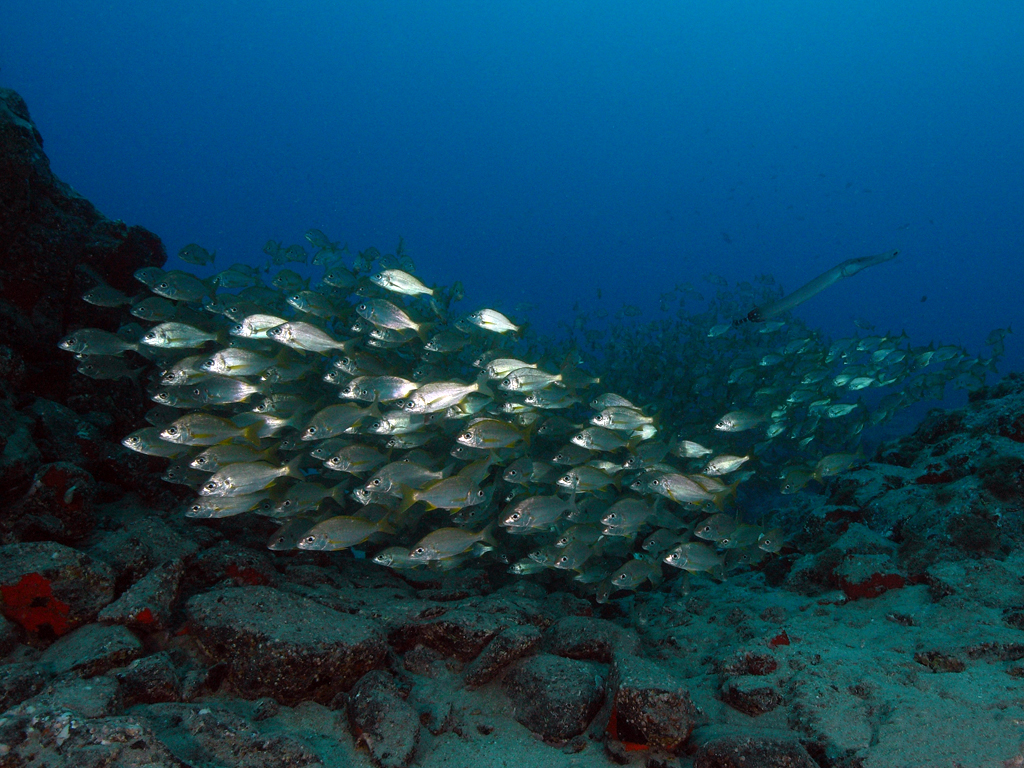